# Djävulens jungfru
Djävulens jungfru (finska: Tulen morsian) är en finländsk dramafilm från 2016 regisserad av Saara Cantell. Filmen är baserad på en sann historia om häxjakterna på Åland 1666. Djävulens jungfru vann pris för bästa utländska film vid Toronto Female Eye Film Festival 2017.

## Handling
En ny distriktsdomare, Psilander (Magnus Krepper), anländer till ett bysamhälle för att rensa området från hedniska seder. Den vardagliga traditionen med trollformler tolkas som svart magi, och kvinnorna i byn förhörs. Anna (Tuulia Eloranta), en 16-årig uppfödare från Valborg (Kaija Pakarinen), barnmorska och helare i byn, blir kär i en familjefar och blir hänsynslöst svartsjuk. När hon inser konsekvenserna av sina handlingar vill Anna försona sina brott.

## Rollista
| Tuulia Eloranta     | – Anna                         |
| Lauri Tanskanen     | – Elias                        |
| Magnus Krepper      | – domare Psilander             |
| Kaija Pakarinen     | – Valborg Magnusdotter         |
| Claes Malmberg      | – kyrkoherre Bryniel Kjellinus |
| Elin Petersdottir   | – Rakel                        |
| Sonja Halla-aho     | – Lovisa                       |
| Johanna af Schultén | – Ulrica Johansdotter          |
| Maria Sid           | – Lisbeta Skarp                |
| Pirkko Hämäläinen   | – Ebba Matsenkia               |
| Antti Reini         | – Karl Jönsson                 |